# Förgyllta Remmaren

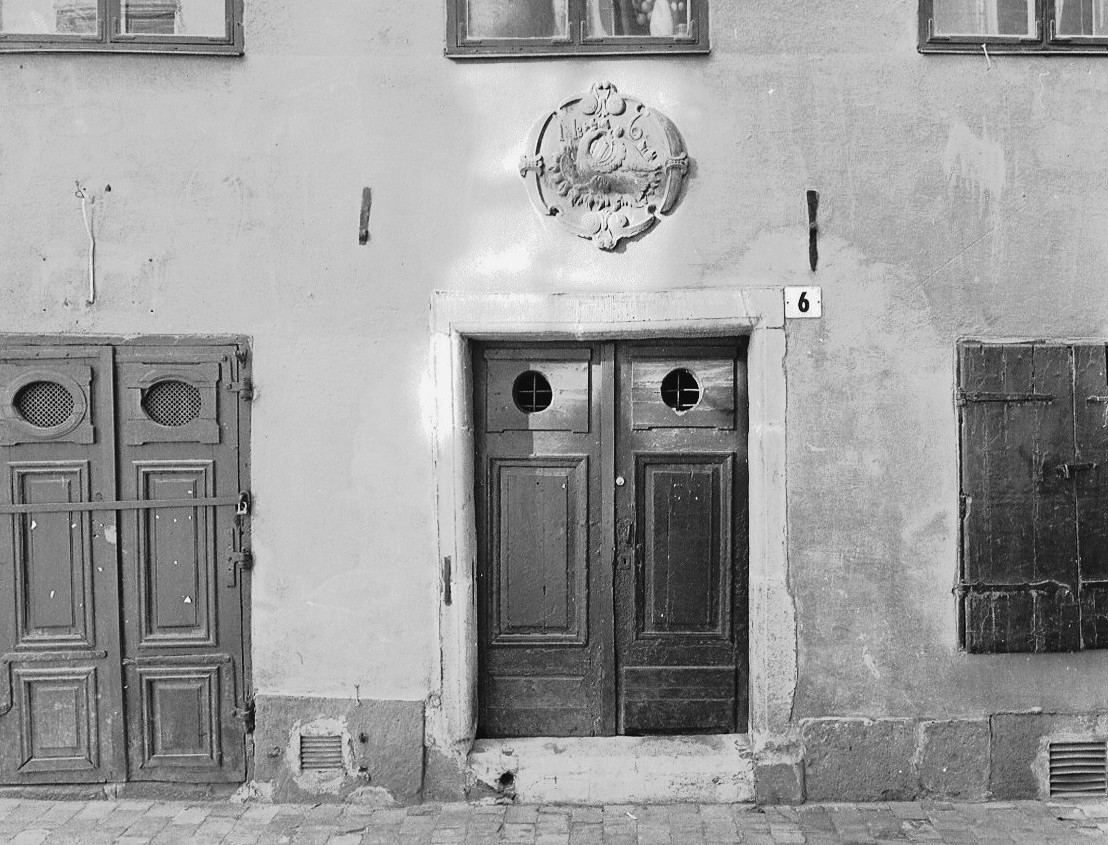
Entré till Österlånggatan 6 på 1940-talet.

Förgyllta Remmaren (även Förgylta eller Förgyllda Remmaren) var en vinkällare som på 1600-talet låg i kvarteret Pegasus vid Österlånggatan 6 i Gamla stan, Stockholm.

## Bakgrund
"Remmaren" som historiskt krognamn har i Stockholm förekommit ett flertal gånger, exempelvis som i den mycket kända källaren Tre Remmare på Norrmalm och Fyra Remmare som också låg på Norrmalm. På Österlånggatan 34 fanns Källaren Remmaren och så Förgyllta Remmaren på Österlånggatan 6. En del flyttade flera gånger, och några vinskänkar hade flera utskänkningsställen med snarlika namn. Det är därför ibland svårt att ange en exakt adress och sammanblandningar förekommer i litteraturen. Alla dessa ”Remmare” hade sina namn efter remmaren, ett pokalformat dryckeskärl av glas, som i sin tur kom från tyskans ”Römer” (römisches Glas).

## Förgyllta Remmaren

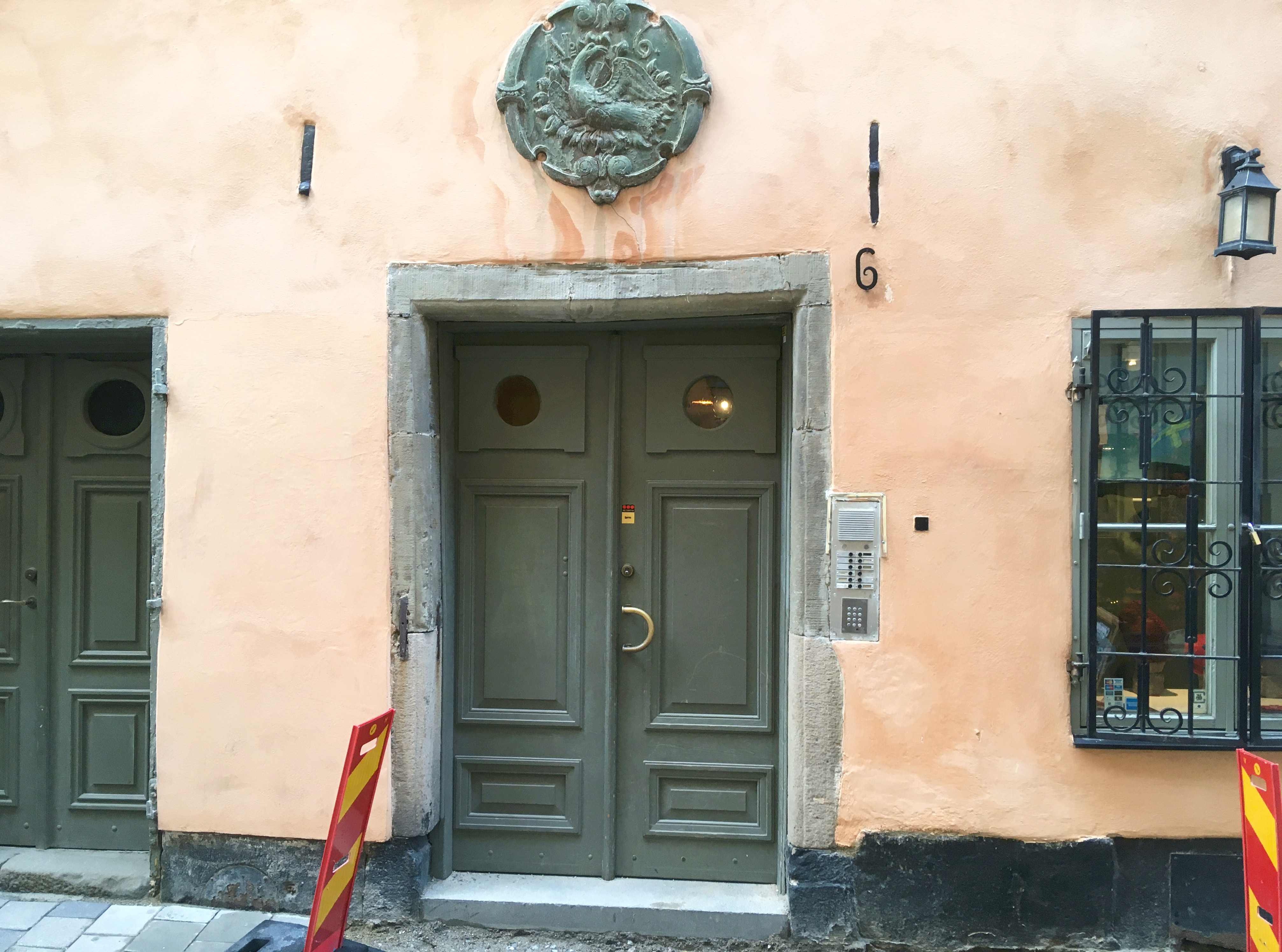
Österlånggatan 6, oktober 2019.

En av Förgyllta Remmarens tidiga vinskänkar var Hans Melcher (även stavat Mälker eller Melchior) som enligt Storkyrkans husförhörslängd från 1667 var bosatt vid Österlånggatan 6 där han säkerligen hade sitt värdshus. 
Enligt en värdshusförteckning från 1671 låg Förgyllta Remmaren här detta år. Stället fanns fortfarande kvar under andra halvan av 1700-talet och besjöngs som Förgylda Bägaren av Carl Michael Bellman i Fredmans epistlar nr 56:1, Angående mor Maja på Förgylda Bägaren. 

## Huset idag
Huset med adress Österlånggatan 6 finns fortfarande kvar, det uppfördes 1635 och moderniserades på 1930-talet. Fasaden är till stora delar bevarad i ursprungligt skick. Över entréporten hänger Stockholms stads brandförsäkringskontors emblem i sten, en Fågel Fenix omgiven av "No 6", husets adress.